# Amauromyza
Amauromyza is een geslacht van insecten uit de familie van de mineervliegen (Agromyzidae), die tot de orde tweevleugeligen (Diptera) behoort.

## Soorten
- A. abnormalis (Malloch, 1913)
- A. albidohalterata (Malloch, 1916)
- A. anomala Spencer, 1981
- A. auriceps (Melander, 1913)
- A. balcanica (Hendel, 1931)
- A. carlinae (Hering, 1944)
- A. confondata Spencer, 1986
- A. chamaebalani (Hering, 1960)
- A. chenopodivora Spencer, 1971
- A. elaeagni (Rohdendorf-Holmanova, 1959)
- A. elsinorensis Spencer, 1981
- A. flavida Spencer, 1975
- A. flavifrons (Meigen, 1830)
- A. fraxini (Beiger, 1980)
- A. gyrans (Fallen, 1823)
- A. indecisa (Malloch, 1913)
- A. insularis Spencer, 1981
- A. karli (Hendel, 1927)
- A. knowltoni Spencer, 1986
- A. labiatarum (Hendel, 1920)
- A. lamii (Kaltenbach, 1858)
- A. lathyroides Spencer, 1981
- A. leonuri Spencer, 1971
- A. lucens Spencer, 1981
- A. luteiceps (Hendel, 1920)
- A. maculosa (Malloch, 1913)
- A. madrilena (Spencer, 1957)
- A. mihalyii Spencer, 1971
- A. monfalconensis (Strobl, 1909)
- A. morionella (Zetterstedt, 1848)
- A. nevadensis Spencer, 1981
- A. obscura (Rohdendorf-Holmanova, 1959)
- A. obscuripennis (Strobl, 1906)
- A. remus Spencer, 1981
- A. riparia Sehgal, 1971
- A. romulus Spencer, 1981
- A. scleritica Spencer, 1981
- A. schusteri Spencer, 1981
- A. shepherdiae Sehgal, 1971
- A. subinfumata (Malloch, 1915)
- A. verbasci (Bouché, 1847)